# PuTTY
PuTTY – bezpłatny program będący klientem usług TELNET, SSH i rlogin, działający pod systemami operacyjnymi Microsoft Windows oraz Unix/Linux, przeniesiony także m.in. na systemy Windows CE i Symbian. Aplikacja została stworzona przez Simona Tathama i rozpowszechniana jest na licencji MIT.
PuTTY emuluje terminal tekstowy, co pozwala w łatwy sposób łączyć się z serwerem za pomocą jednego z następujących protokołów: TELNET, rlogin, SSH-1 lub SSH-2. Program posiada zaimplementowane metody szyfrowania takie jak: AES, 3DES, Blowfish oraz DES.